# 大克莱因
大克莱因是奥地利施蒂利亚州莱布尼茨县的一个市镇。总面积27.78平方公里，总人口2295人，人口密度82.6人/平方公里（2005年）。